# Wendy Natis
Wendy Natis, née le 19 août 2002 dans la Ville de Panama au Panama, est une footballeuse internationale panaméenne. Elle joue à l'América de Cali au poste de défenseure.

## Biographie
Natis est née dans la Ville de Panama au Panama, le 19 août 2002. Natis grandit en pratiquant le volley-ball, au basket-ball et à la lutte. Elle commence à jouer au football à l'âge de 16 ans, mais uniquement dans son quartier.

### En club
Natis est d'abord repérée pour jouer dans un club par l'actuelle directrice adjointe de l'équipe du Panama, Raiza Gutiérrez, pour la section féminine du CD Universitario. Elle signe ensuite pour le CD Plaza Amador en février 2021.
En janvier 2022, Natis s'engage avec l'América de Cali en Liga Profesional Femenina de Fútbol de Colombia, ce qui fait qu'elle devient professionnelle. Lors du match retour de la demi-finale de la Liga Profesional Femenina de Fútbol de Colombia 2022, la défenseure inscrit un but contre le Deportivo Pereira lors d'une victoire 2-0 qui permet à son équipe de se qualifier pour la finale. Natis remporte son premier titre avec l'América de Cali en juin 2022, après avoir disputé les deux matches de la finale de la Liga 2022. Lors du premier match, elle débute et joue les 90 minutes d'une défaite 2-1. Au match retour, au Stade olympique Pascual-Guerrero, l'équipe s'impose 3-1 devant 37 100 spectateurs, un record pour le football féminin colombien. Elle devient la première Panaméenne à remporter le championnat colombien. Peu après, elle renouvèle son contrat avec l'América de Cali jusqu'à la fin de l'année 2022 pour participer à la Copa Libertadores 2022.
L'América de Cali se qualifie pour les demi-finales du tournoi, après avoir encaissé seulement deux buts en phase de groupes et en quarts de finale. En demi-finale, l'équipe de Natis affronte le futur champion, le club brésilien de Palmeiras, et s'incline 0-1. Lors du match pour la troisième place, l'équipe affronte les rivaux nationaux du Deportivo Cali et s'impose 5-0.
Le 4 janvier 2023, elle renouvèle son contrat avec l'América.

### En équipe nationale
Lors d'un match de l'équipe nationale des moins de 20 ans, Natis est titularisée en tant que défenseure sur ordre de la sélectionneuse Raiza Gutiérrez, avant d'être définitivement reconvertie en défenseure. Natis est appelée pour disputer le Championnat féminin U-20 de la CONCACAF 2022, où le Panama se qualifie pour les quarts de finale contre le Canada. Natis débute mais reçoit un carton rouge direct à la 45e minute pour avoir arrêté un but de la main dans la surface de réparation de l'équipe adverse. Le Panama perd 0-1 et est éliminé par le Canada.
Elle fait ses débuts en équipe nationale le 15 février 2021 lors d'une rencontre amicale contre le Guatemala (défaite 1-3).
Natis participe au Championnat de la CONCACAF 2022, où le Panama est placé dans le Groupe B avec le Canada, le Costa Rica et Trinité-et-Tobago. Elle joue l'intégralité du match perdu 0-3 par le Panama contre le Costa Rica, et lors du match suivant du Panama contre le Canada, elle débute mais est sortie à la 55e minute en raison d'une blessure. Le Panama cède à la 64e minute et s'incline 0-1. Natis étant disponible pour le dernier match de phase de groupe du Panama contre Trinité-et-Tobago, qui se solde par une victoire 1-0 et permet au Panama de prendre 3 points et de terminer à la troisième place du Groupe B, suffisant à envoyer le pays en éliminatoires inter-confédérations, le dernier tour de qualification pour la Coupe du monde 2023.
Le 19 février 2023, Natis débute et joue les 90 minutes de la demi-finale du Groupe C du tournoi de barrage interconfédérations contre la Papouasie-Nouvelle-Guinée, qui se termine par une victoire 2-0 du Panama. Le 23 février 2023, Natis commence au poste d'arrière gauche et a dispute les 90 minutes de la finale du Groupe C contre le Paraguay, qui se termine par une victoire 1-0 du Panama, se qualifiant ainsi pour sa première Coupe du monde.

## Palmarès
- Championne du Panama Apertura en 2018 et 2019 avec le CD Universitario
- Championne du Panama Clausura en 2019 avec le CD Universitario

- Championne de Colombie en 2022 avec l'América de Cali